# Lam, Bayern
Lam är en köping (Markt) i Landkreis Cham i Regierungsbezirk Oberpfalz i förbundslandet Bayern i Tyskland.